# بيرجند
بیرجند عاصمة محافظة خراسان الجنوبیة في شرق إيران. يبلغ عدد سكانها 178020 حسب إحصاء عام 2010 م. تم تسجيل أحد المعالم الأثرية التاريخية لبيرجند وهي حديقة أكربریة في مؤتمر القمة الخامس والثلاثين لليونسكو في عام 2011 باعتباره موقع تراث عالمي. وتقع في بيرجند مدرسة شوکتیة وهي ثالث مدرسة حديثة في إيران، أكملت في 1312.

## أعلام
- نجمه خدمتي
- عبد العلي البيرجندي
- نزاري القهستاني
- سيما بينا